# مانويل جالفيز
مانويل جالفيز (بالإسبانية: Manuel Gálvez)‏ هو كاتب ومؤرخ ومؤلف وشاعر أرجنتيني، ولد في 18 يوليو 1882 في مدينة بارانا، انتري ريوس في الأرجنتين، وتوفي في 14 نوفمبر 1962 في بوينس آيرس في الأرجنتين.

## وصلات خارجية
- مانويل جالفيز على موقع الموسوعة البريطانية (الإنجليزية)